# 金華駅 (浙江省)
金華駅（きんか-えき）は中華人民共和国浙江省金華市婺城区に位置する中華人民共和国鉄道部（中国国鉄）の駅である。旧称は金華西駅。

## 利用可能な鉄道路線
中華人民共和国鉄道部
金温線
滬昆線
金千線

## 駅周辺
- 迎賓楼賓館
- 四海賓館
- 世紀華聯超市
- EMS金華郵政速遞旗艦店
- 華夏賓館
- 便民平価超市
- 銀河超市

## 歴史
- 1932年 - 開業。

## 隣の駅
中国国鉄
金温線
金華駅 - 金華南駅
滬昆線
金華東駅 - 金華駅 - 白龍橋駅
金千線
金華駅 - 竹馬館駅